# Bucky Adams
Charles "Bucky" Adams (* 25. April 1937 in Halifax, Nova Scotia; † 13. Juli 2012) war ein  kanadischer Jazzsaxophonist und Bandleader.
Adams entstammte einer Musikerfamilie. Als Kind spielte er Trompete und trat mit seinem Vater auf. Elfjährig hatte er einen Auftritt anlässlich eines Besuchs der Queen Elizabeth in Kanada. Später wechselte er zum Saxophon und leitete seit den 1950er Jahren mehrere eigene Bands, darunter die Rockin' Rebels, die Road Runners, die Ambassadors, den Club Unusual, die Generations und das Basin Street Trio. Er trat u. a. mit Louis Armstrong, Oscar Peterson, B. B. King, Count Basie und Lionel Hampton auf. Seit Ende der 1970er Jahre hatte er regelmäßige Auftritte in der wöchentlichen Fernsehshow Canadian Express. Für sein Album In a Lovin’ Way wurde er 1997 für zwei East Coast Music Awards nominiert.